# Tipula moniliformis
Tipula moniliformis är en tvåvingeart som beskrevs av Von Roder 1886. Tipula moniliformis ingår i släktet Tipula och familjen storharkrankar.
Artens utbredningsområde är Colombia. Inga underarter finns listade i Catalogue of Life.